# Matvéi Safónov
Matvéi Yevguénievich Safónov (Krasnodar, Rusia, 25 de febrero de 1999) es un futbolista ruso. Juega de portero y su equipo es el Paris Saint-Germain F. C. de la Ligue 1.

## Selección nacional
El 1 de junio de 2021 debutó con la selección de Rusia en un amistoso ante Polonia que finalizó en empate a uno.

## Estadísticas

### Clubes
Actualizado al último partido disputado el 24 de mayo de 2025.
| F. C. Krasnodar-2 · Rusia             | 3.ª           | 2017-18       | 1   | 0   | —  | —  | —  | —  | 1   | 0   |
| F. C. Krasnodar-2 · Rusia             | 2.ª           | 2018-19       | 16  | 20  | —  | —  | —  | —  | 16  | 20  |
| F. C. Krasnodar-2 · Rusia             | 2.ª           | 2020-21       | 1   | 2   | —  | —  | —  | —  | 1   | 2   |
| F. C. Krasnodar-2 · Rusia             | Total club    | Total club    | 18  | 22  | 0  | 0  | 0  | 0  | 18  | 22  |
| F. C. Krasnodar · Rusia               | 1.ª           | 2017-18       | 1   | 1   | —  | —  | 0  | 0  | 1   | 1   |
| F. C. Krasnodar · Rusia               | 1.ª           | 2018-19       | 14  | 8   | 2  | 2  | 5  | 6  | 21  | 16  |
| F. C. Krasnodar · Rusia               | 1.ª           | 2019-20       | 27  | 28  | —  | —  | 6  | 14 | 33  | 42  |
| F. C. Krasnodar · Rusia               | 1.ª           | 2020-21       | 21  | 33  | —  | —  | 6  | 10 | 27  | 43  |
| F. C. Krasnodar · Rusia               | 1.ª           | 2021-22       | 27  | 27  | —  | —  | —  | —  | 27  | 27  |
| F. C. Krasnodar · Rusia               | 1.ª           | 2022-23       | 27  | 43  | 9  | 9  | —  | —  | 36  | 52  |
| F. C. Krasnodar · Rusia               | 1.ª           | 2023-24       | 30  | 27  | 0  | 0  | —  | —  | 30  | 27  |
| F. C. Krasnodar · Rusia               | Total club    | Total club    | 147 | 167 | 11 | 11 | 17 | 30 | 175 | 208 |
| París Saint-Germain F. C. Francia     | 1.ª           | 2024-25       | 10  | 9   | 5  | 3  | 2  | 1  | 17  | 13  |
| París Saint-Germain F. C. Francia     | Total club    | Total club    | 10  | 9   | 5  | 3  | 2  | 1  | 17  | 13  |
| Total carrera                         | Total carrera | Total carrera | 175 | 198 | 16 | 14 | 19 | 31 | 210 | 243 |
| (1) Hace referencia a goles recibidos |               |               |     |     |    |    |    |    |     |     |

## Palmarés

### Títulos nacionales
| Título               | Club                      | País    | Año     |
| -------------------- | ------------------------- | ------- | ------- |
| Supercopa de Francia | París Saint-Germain F. C. | Francia | 2024    |
| Ligue 1              | París Saint-Germain F. C. | Francia | 2024-25 |
| Copa de Francia      | París Saint-Germain F. C. | Francia | 2024-25 |

### Títulos internacionales
| Título                       | Club                      | Sede   | Año     |
| ---------------------------- | ------------------------- | ------ | ------- |
| Liga de Campeones de la UEFA | Paris Saint-Germain F. C. | Múnich | 2024-25 |
| Supercopa de la UEFA         | Paris Saint-Germain F. C. | Údine  | 2025    |